# Sagittaria ambigua
Sagittaria ambigua är en svaltingväxtart som beskrevs av Jared Gage Smith. Sagittaria ambigua ingår i släktet pilbladssläktet, och familjen svaltingväxter. Inga underarter finns listade.